# Holzdesign
Holzdesign (Eigenschreibweise HolzDesign) ist ein unabhängiges Fachjournal für Tischler, Innenarchitekten, die Holz verarbeitende Industrie sowie das Gewerbe, die Möbelindustrie und den Einrichtungsfachhandel. Die Inhalte umfassen das Marktgeschehen der Branche, Umsatz- und Preisentwicklungen, Designtrends, Produktneuheiten, Verarbeitungstechnologien, Unternehmensporträts und Messeberichte.
Das Magazin erscheint im Österreichischen Agrarverlag mit Sitz in Wien 8 Mal jährlich in einer Auflage von 7400 Druckerzeugnissen. Hinzu kommen ca. 6800 Downloads der E-Paper-Ausgabe.

## Geschichte
Erstmals erschien HolzDesign 1996 vierteljährlich als Beilage des Holzkurier. Chefredakteurin und Gründerin Gertrude Unger schrieb im Editorial des ersten Heftes: „Mit HolzDesign wollen wir eine kompakte Übersicht über die Be- und Verarbeitung des Holzes sowie einen Einblick in die faszinierende Welt des Möbels bieten. Die Zeitschrift versteht sich als Fachmedium für Bauen, Wohnen und Einrichten.“
1998 wurde aus der Beilage ein eigenständiges, regelmäßig erscheinendes Magazin. Unter der Leitung von Andreas Fischer wurde das Layout modernisiert. Unter Birgit Fingerlos, seit 2009 Chefredakteurin, kam es neben einem weiteren Layoutwechsel zu umfassenden Schritten in Richtung Digitalisierung: Die Erscheinungsform als E-Paper wurde eingeführt, eine eigene Facebook- und Internetseite wurden gestartet.
Seit 2014 gibt HolzDesign außerdem gemeinsam mit den Schwestermagazinen Holzkurier und holzbau austria vierteljährlich Holz-Specials zu den Schwerpunktthemen Boden, Fenster, Platten und Brettsperrholz heraus.
Aufgrund wirtschaftlicher Schwierigkeiten als Folge der Covid-19-Pandemie wurde die Druckausgabe im Herbst 2020 eingestellt. Die Online-Plattform wird weiterhin betreut, ebenso sind HolzDesign-Specials als Beilage der weiter bestehenden Schwestermagazine Holzkurier und Holzbau Austria geplant.

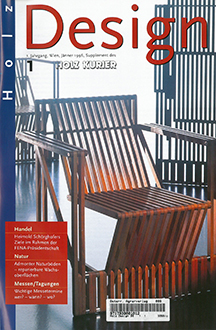
Cover Erstausgabe 1996
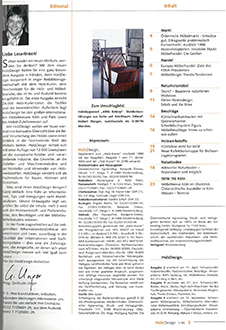
Editorial Erstausgabe
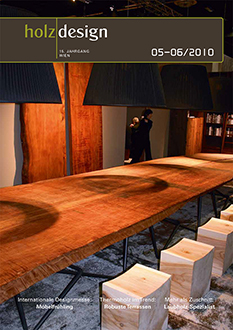
Cover 2010
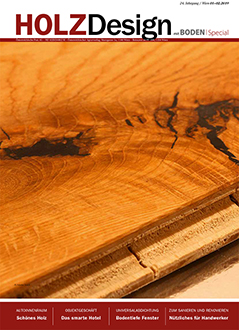
Cover 2019

## Chefredakteure
- Gertrude Unger 1996–2002
- Regina Pachler 2002–2003
- Andreas Fischer 2003–2005
- Nikola Miksovsky 2005–2009
- Birgit Fingerlos 2009–2020

## Verbreitung
Das deutschsprachige Fachjournal wird hauptsächlich in Österreich, Deutschland, der Schweiz und in Norditalien gelesen. Es richtet sich vor allem an Tischler, Innenarchitekten, die Holz be- und verarbeitende Industrie, das Gewerbe, Möbelindustrie, Bodenhersteller, zuliefernde Maschinen- und Werkstoffbranchen sowie den Holz-, Baustoff- und Einrichtungsfachhandel.